# Le Transporteur: Héritage
Le Transporteur: Héritage (Brasil: Carga Explosiva: O Legado / Portugal: Transporter: Potência Máxima) é um filme de 2015, em língua inglesa, dirigido por Camille Delamarre e escrito por Bill Collage, Adam Cooper e Luc Besson. É o quarto filme da franquia Transporter e o primeiro filme a ser distribuído pela Europa Corporation na América do Norte, mas apresenta mudança no elenco: Ed Skrein substitui Jason Statham no papel-título de Frank Martin.

## Elenco
- Ed Skrein como Frank Martin, conhecido como o transportador
- Ray Stevenson como F.Martin Sr., pai do Frank
- Loan Chabanol como Anna
- Gabriella Wright como Gina
- Tatjana Pajković como Maria
- Wenxia Yu como Qiao
- Radivoje Bukvić como Arkady Karasov
- Noémie Lenoir como Maissa
- Yuri Kolokolnikov como Yuri
- Lenn Kudrjawizki como Leo Imasov
- Samir Guesmi como Inspetor Bectaoui
- Anatole Taubman como Stanislav Turgin